# Bulimulus hirsutus
Bulimulus hirsutus là một loài động vật chân bụng trong họ Orthalicidae. Nó là loài đặc hữu của Ecuador. Môi trường sống tự nhiên của chúng là vùng đất có cây bụi nhiệt đới hoặc cận nhiệt đới. Nó bị đe dọa do mất nơi sống.